# André (Film)
André (auch: André – Die kleine Robbe, Originaltitel Andre) ist ein amerikanischer Kinder- und Tierfilm aus dem Jahr 1994. Die Literaturverfilmung entstand nach dem Roman A Seal Called Andre von Harry Goodridge und Lew Dietz. Die Geschichte beruht auf einer wahren Begebenheit.

## Handlung
Eine Robbe wird zum Waisenkind, nachdem ihre Mutter in einem Fischernetz ums Leben gekommen ist. Der Hafenmeister Harry Whitney findet das Tier und pflegt es zuhause gesund. Die ganze Familie schließt die kleine Robbe in ihr Herz. Sie geben ihm den Namen André. Die 7-jährige Toni spielt sehr viel mit der kleinen Robbe und kann ihr viele Tricks beibringen. Darauf werden die Medien aufmerksam, und bald kommen viele Touristen in das kleine Fischerdorf Rockport.
Doch die Fischer sind davon nicht begeistert. Sie machen die Robben für die schlechten Fangergebnisse verantwortlich. Sie informieren die Behörden, damit die Robbe wegen nicht artgerechter Tierhaltung abgeholt wird. Zunächst kann der Hafenmeister aber bei den Behörden noch einen Aufschub bekommen, bis André ausgewachsen ist.
Nachdem der Hafen im Winter zugefroren ist und André fast gestorben wäre, wird er in ein Aquarium verbracht. Von dort wird er schließlich freigelassen. Aber die Robbe schwimmt auf direktem Wege wieder zurück nach Rockport zur Familie Whitney. Schließlich verbessert sich auch das Verhältnis der Fischer zur Robbe, als diese Toni das Leben rettet.
André verbringt fortan jeden Winter im Aquarium und schwimmt jeden Frühling in den folgenden 25 Jahren zur Familie Whitney.

## Auszeichnungen
Der Film erhielt 1995 drei Nominierungen. Beim Young Artist Award wurde der Film als bester Familienfilm nominiert. Zudem erhielt Tina Majorino eine Nominierung als beste Nachwuchsschauspielerin unter 10 Jahren. Beim Fantasporto wurde André als bester Film für den International Fantasy Film Award nominiert.